# Papiamenta levii
Espèce
Synonymes
- Pholcophora levii Gertsch, 1982

Papiamenta levii est une espèce d'araignées aranéomorphes de la famille des Pholcidae.

## Distribution
Cette espèce est endémique de Curaçao.

## Description
Le mâle holotype mesure 1,8 mm et la femelle 2,7 mm.

## Étymologie
Cette espèce est nommée en l'honneur de Herbert Walter Levi.

## Publication originale
- Gertsch, 1982 : The spider genera Pholcophora and Anopsicus (Araneae, Pholcidae) in North America, Central America and the West Indies. Association for Mexican Cave Studies Bulletin, no 8, p. 95-144.